# Giải LVFCS cho nam diễn viên chính xuất sắc nhất
Giải LVFCS cho nam diễn viên chính xuất sắc nhất là một trong các giải của LVFCS dành cho nam diễn viên đóng vai chính trong một phim, được bầu chọn là xuất sắc nhất. Giải này được lập từ năm 1997.

## Các người đoạt giải

### Thập niên 1990
| Năm  | Diễn viên       | Phim                                | Vai diễn                 |
| ---- | --------------- | ----------------------------------- | ------------------------ |
| 1997 | Robert Duvall   | The Apostle                         | Euliss Dewey/The Apostle |
| 1998 | Roberto Benigni | Life Is Beautiful (La vita è bella) | Guido Orefice            |
| 1999 | Kevin Spacey    | American Beauty                     | Lester Burnham           |

### Thập niên 2000
| Năm  | Diễn viên        | Phim                      | Vai diễn               |
| ---- | ---------------- | ------------------------- | ---------------------- |
| 2000 | Geoffrey Rush    | Quills                    | Marquis de Sade        |
| 2001 | Guy Pearce       | Memento                   | Leonard Shelby         |
| 2002 | Daniel Day-Lewis | Gangs of New York         | William "Bill" Cutting |
| 2003 | Sean Penn        | 21 Grams                  | Paul Rivers            |
| 2003 | Sean Penn        | Mystic River              | Jimmy Markum           |
| 2004 | Jamie Foxx       | Ray                       | Ray Charles            |
| 2005 | Heath Ledger     | Brokeback Mountain        | Ennis Del Mar          |
| 2006 | Forest Whitaker  | The Last King of Scotland | Idi Amin               |
| 2007 | Daniel Day-Lewis | There Will Be Blood       | Daniel Plainview       |
| 2008 | Frank Langella   | Frost/Nixon               | Richard Nixon          |

Bản mẫu:LVFCS Awards Chron